# Carl von Gimborn
Carl Wilhelm von Gimborn (* 17. Juni 1885 in Emmerich; † 3. Januar 1974 ebenda) war ein deutscher Fabrikant. Für seine Verdienste durch sein Engagement für Emmerich und dessen Wirtschaft sowie durch seine Unterstützung von karitativen und kirchlichen Einrichtungen wurde er mit dem Bundesverdienstkreuz ausgezeichnet und zum Ehrenbürger seiner Heimatstadt ernannt. 

## Leben
Carl von Gimborn entstammte der mindestens seit dem 17. Jahrhundert in Emmerich ansässigen Apothekerfamilie von Gimborn und war der Sohn des Ingenieurs und Industriellen Theodor von Gimborn (1840–1916) und der Niederländerin Antonie van Dreveldt (1854–1947). Gimborn begann seine berufliche Laufbahn 1912 in der 1868 gegründeten Firma seines Vaters, der „Maschinenfabrik und Eisengießerei van Gülpen, Lensing und von Gimborn“ und übernahm diese 1916 als Geschäftsführer.
Mit der Eröffnung eines Zweigwerkes in den Niederlanden 1921 konnte das Produktionsprogramm der Firma vergrößert werden, welches 1923 die Fabrikation von Schnellwaagen und 1935 von Federprüfmaschinen aufnahm. Das Werk ging im Bombenhagel des Zweiten Weltkrieges unter. Nach dem Krieg bemühte sich Gimborn darum, die Emmericher Industrie wieder aufzubauen. Das Werk wurde nach der Neueröffnung des Industriegebietes an der Reeser Straße aus dem Stadtkern dorthin verlagert.
Neben seinen geschäftlichen Tätigkeiten engagierte Gimborn sich für den Erhalt der Emmericher Heimatgeschichte und Kulturgüter. So förderte er unter anderem mit privaten Mitteln Ausgrabungen in Hochelten, ließ nach der Zerstörung der St.-Martini-Kirche im damals noch selbständigen Hüthum bei Emmerich deren wertvolles Chorgestühl sicherstellen und beauftragte eine Neuauflage der von Andreas Dederich erstellten Annalen der Stadt Emmerich.
Carl von Gimborn heiratete in erster Ehe am 15. Januar 1914 in Hüthum bei Emmerich Emma Dyckerhoff (1892–1944). Aus dieser Ehe stammen zwei Töchter und ein Sohn. In zweiter Ehe heiratete er Suse Listner. Er war Diplom-Ingenieur und gehörte dem Verein Deutscher Ingenieure (VDI) mit der Mitgliedsnummer 11057 an.

## Ehrungen und Auszeichnungen
- Oktober 1955: Verleihung des Bundesverdienstkreuzes erster Klasse
- September 1968: Verleihung der Ehrenbürgerurkunde von Emmerich.